# Phratora vulgatissima
Espèce
Phratora vulgatissima (anciennement Phyllodecta vulgatissima) est un coléoptère herbivore de la famille des Chrysomelidae. Il est noir avec un éclat métallique variant selon les individus du bleu (commun) au bronze (plus rare). L'espèce sympatrique P. vitellinae (en) s'en distingue par des nuances de bronze plus fréquentes.
Ses larves passent par trois stades de l'éclosion à la pupaison.

## Écologie
Phratora vulgatissima vit sur les trembles et diverses espèces de saules dans les fens (tourbières minérotrophes), les carrs (forêts humides) et sur les berges des rivières, mais aussi souvent dans les taillis à courte rotation de saules. Il se rassemble souvent sur les plantes hôtes. Sur Salix cinerea, il préfère les arbres femelles aux arbres mâles, malgré une prédation plus élevée des œufs exercée par la punaise Anthocoris nemorum sur les premiers.
Il est univoltin en Suède mais peut produire plusieurs générations par an dans d'autres parties de son aire de répartition. La prolifération des larves et la production d'œufs varient selon la végétation. Il hiverne sous les lichens des arbres et sous leur écorce.
Les prédateurs de ses œufs sont les punaises Anthocoris nemorum et Orthotylus marginalis (en), ses larves sont chassées par la guêpe Symmorphus bifasciatus (en) et l'adulte est un hôte pour le développement larvaire de la guêpe parasitoïde Perilitus brevicollis (en).

## Dégâts causés parPhratora vulgatissima
En Europe, l'espèce est le principal ravageur des saules. Dans les plantations d'osier vert (Salix viminalis), on a estimé que la production de biomasse pouvait être réduite de 40%.

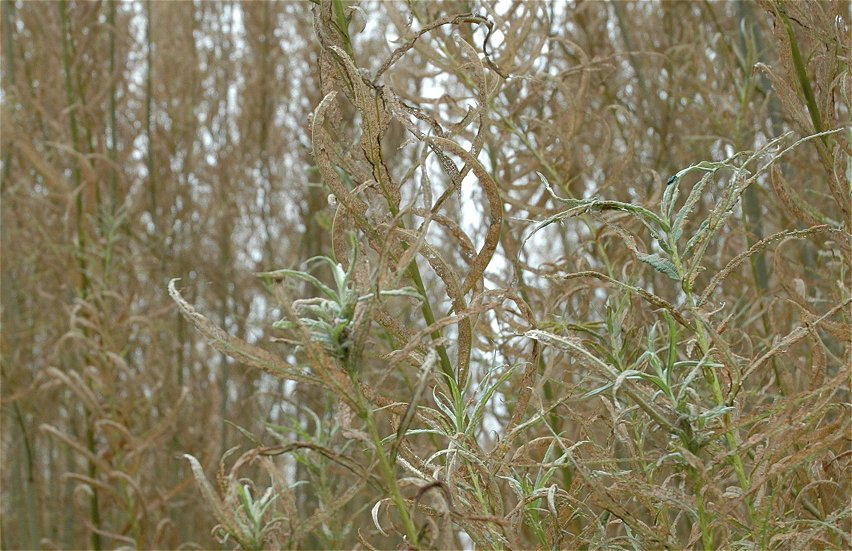
Dommages causés par P. vulgatissima dans une plantation de saules.

Phratora vulgatissima est sensible à Bacillus thuringiensis et aussi au spinosad lorsque le traitement est appliqué sur les plantes atteintes[réf. souhaitée].